# Laperwitzkees
Laperwitzkees är en glaciär i Österrike.   Den ligger i förbundslandet Tyrolen, i den centrala delen av landet, 300 km väster om huvudstaden Wien. Laperwitzkees ligger 2 674 meter över havet.
Terrängen runt Laperwitzkees är huvudsakligen bergig, men åt sydost är den kuperad. Runt Laperwitzkees är det ganska glesbefolkat, med 26 invånare per kvadratkilometer.. Närmaste större samhälle är Matrei in Osttirol, 12,8 km sydväst om Laperwitzkees. 
Trakten runt Laperwitzkees består i huvudsak av gräsmarker.